# Terres d'exploration
Terres d'exploration est une émission de télévision documentaire canadienne diffusée de 2016 à 2018 sur la chaîne Unis, puis rediffusée sur TV5 Québec Canada entre 2018 et 2019 et aussi disponible sur la plateforme de vidéo à la demande ICI TOU.TV.

## Synopsis
Les explorateurs et aventuriers François-Xavier De Ruydts et Damien Briguet se rendent dans les endroits les plus reculés et difficiles d'accès du paysage canadien pour mettre en lumière l'histoire naturelle du pays. Que ce soit sous l'eau, dans les airs, dans des grottes ou sur des glaciers et des volcans, ils découvrent les particularités de chaque environnement et la façon dont ces éléments ont modelé le paysage et ont influencé l'apparition de la faune et la flore locale. 

## Épisodes
Chaque saison comporte trois épisodes qui explorent chacun un milieu naturel différent.

### Première saison (2016)
1. La forêt (Forêt pluviale du Pacifique)
2. L'eau (La vallée du fleuve Stikine)
3. Les volcans de la Colombie-Britannique

### Deuxième saison (2018)
1. Monde souterrain (la grotte White Rabbit, caverne Laflèche)
2. Les prairies (prairies du Sud de la Saskatchewan)
3. Les glaciers (le champ de glace Lillooet)